# William Brodrick
William Brodrick (Bolton, 1960) è uno scrittore britannico di romanzi polizieschi.

## Biografia
Nato a Bolton, Grande Manchester, nel 1960, vive e lavora in Normandia.
Dopo aver passato la giovinezza in Canada e Australia, ha studiato filosofia e teologia ed è entrato nell'Ordine di Sant'Agostino divenendo frate per alcuni anni prima di lasciare l'ordine e lavorare come barrister.
Ha esordito nella narrativa nel 2003 con il romanzo La sesta lamentazione, primo capitolo della serie Padre Anslem giunta al sesto capitolo e premiata nel 2009 con il premio Gold Dagger.

## Opere principali

### Serie Padre Anslem Duffy
- La sesta lamentazione (The Sixth Lamentation), Milano, Longanesi, 2003 traduzione di Isabella C. Blum ISBN 88-304-2028-X.
- Un caso dimenticato (The Gardens of the Dead, 2006), Milano, Longanesi, 2008 traduzione di Isabella C. Blum ISBN 978-88-304-2040-3.
- A Whispered Name (2008)
- The Day of the Lie (2012)
- The Discourtesy of Death (2013)
- The Silent Ones (2015)

### Opere scritte con lo pseudonimo di John Fairfax
- Summary Justice (2017)
- Blind Defence (2018)

## Alcuni riconoscimenti
- Premio Dilys: 2004 finalista con La sesta lamentazione
- Gold Dagger: 2009 vincitore con A Whispered Name